# 브렛 버틀러 (야구 선수)

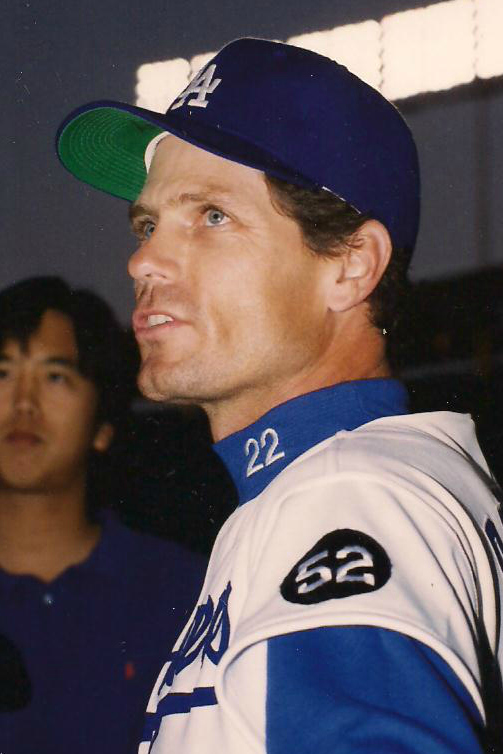

브렛 모건 버틀러(영어: Brett Morgan Butler, 1957년 6월 15일 ~ )는 전 미국의 야구 선수이다. 1981년부터 1997년까지 메이저 리그 5개의 팀을 거쳤다.

## 선수 경력
캘리포니아주 로스앤젤레스 출신으로 청소년기를 일리노이주에서 보냈다. 고등학교를 졸업하고 사우스이스턴 오클라호마 주립 대학교에 입학하였으며, 이후 애틀랜타 브레이브스에 의해 아마추어 드래프트에서 23번째로 지명되었다. 당시 브레이브스는 데일 머피, 밥 호너, 글렌 허바드 같은 선수들을 내세웠으나, 이들이 달리기 속도 때문에 1번 타자감으로는 부족했었다. 버틀러는 그러한 이유로 지명되었던 것이다. 마이너리그에서 생활하다가, 1981년 8월 20일에 메이저 리그로 승격되어 데뷔전을 치렀다. 브레이브스가 13대 0으로 이기는데 버틀러가 기여를 했고, 팀은 1982년에 내셔널리그 서부지구 1위를 차지하였다. 이듬해에도 브레이브스에서 좋은 한해를 보냈으나 팀은 로스앤젤레스 다저스에 밀려 내셔널리그 서부지구 2위를 차지하였다.
1983년 10월에 클리블랜드 인디언스로 트레이드되었으며, 1984년에 1번 타자가 되었다. 4년 간 인디언스에서 선수생활을 하였으며, 1985년에 타율 3할 1푼 1리를 차지하였다.
1987년에 자유계약선수가 되어 샌프란시스코 자이언츠에 입단계약을 하였으며, 내셔널리그 최고의 1번타자 중 하나로 자리매김하였다. 그는 자이언츠가 1989년에 내셔널리그 우승을 하는데 기여를 하였다.
1990년에 로스앤젤레스 다저스에 입단하였으며, 1991년부터 1995년까지 버틀러는 그의 야구인생에 있어서 최고를 달렸다. 1991년에 매이저리그 올스타전에 이름이 올라갔으며, MVP투표에서 7위를 차지하였다. 1995년에 다시 자유계약선수가 되어 뉴욕 메츠에 입단하였다. 같은 해 8월에 다시 다저스로 트레이드되었으며, 시즌이 끝나 다시 자유계약선수가 되었을 때 다저스와 재계약하였다.
1996년 5월에 편도선의 편평 상피 악성 종양을 발견하였는데, 이는 편도선에서 드물게 발생하는 암의 종류였다. 몇몇 사람들이 다시 선수생활을 할 수 없을 거라고 추측했지만, 종양 제거 수술을 받고 재활 치료를 받은 후 9월에 다저스에 복귀하였다. 1996년 시즌을 끝내고 1년 더 팀에 있다가 1997년 9월 28일에 마지막 경기를 치렀다.
통산 타율 2할 9푼 0리에 2000개를 넘은 안타기록과 558차례 도루를 기록하였다.

## 지도자 경력
2005년에 애리조나 다이아몬드백스에서 코치생활을 하였다. 2006년에 마이너리그 싱글 A팀 중 하나인 랭카스터 재트호크스의 감독으로 기용되었다.
2006년 4월 24일에 경기 후 가슴통증으로 병원에 입원하였다. 외관상 심근 경색은 아니었고 다른 검사를 거친 후 팀에 복귀하였다
2007년에 그는 다이아몬드백스의 또다른 싱글A팀인 모바일 베이베어즈의 감독으로 기용되었고, 6월 29일에 경미한 발작으로 다시 입원을 하였다.
2008년 10월에 다이아몬드백스의 트리플A팀인 르노 에이이스의 감독으로 기용되었다.

## 저서
- Field of Hope: An Inspiring Autobiography of a Lifetime of Overcoming Odds(1997년)

## 참조
1. ↑  1969년에 서부지구 1위를 차지한 이래 13년 만이었다.
2. ↑  “Sports Figures”. 2013년 12월 20일에 원본 문서에서 보존된 문서. 2007년 9월 18일에 확인함.
3. ↑  “2”. 2010년 10월 8일에 원본 문서에서 보존된 문서. 2009년 11월 22일에 확인함.